# إزالة الأشجار
إزالة الأشجار ممارسة حرجية تجري فيها قطع كل الأشجار في منطقة الاحتطاب، وهي ممارسة ثار حولها جدل لأضرار بيئية محتملة.

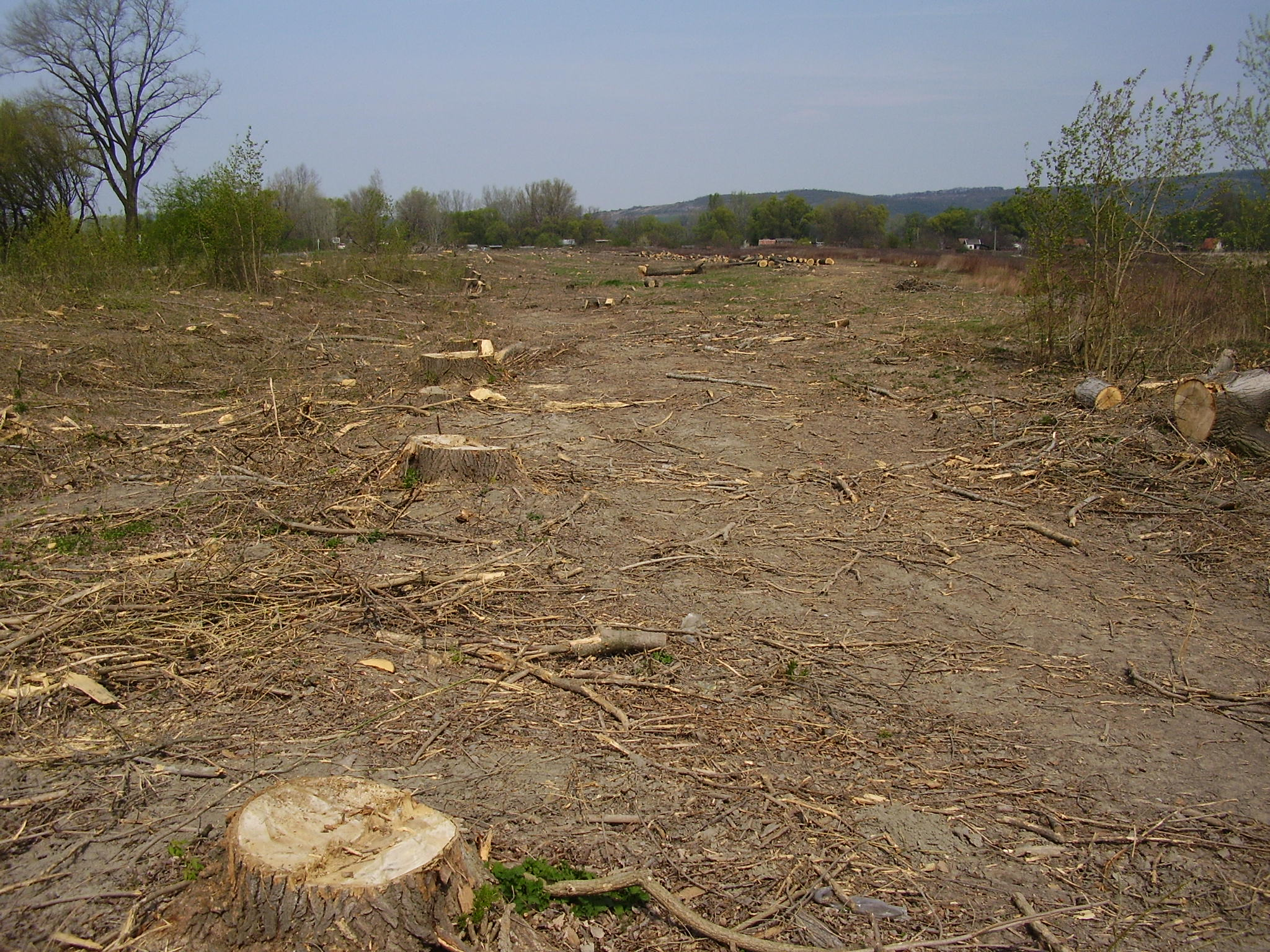
إزالة الأشجار في سلوفاكيا

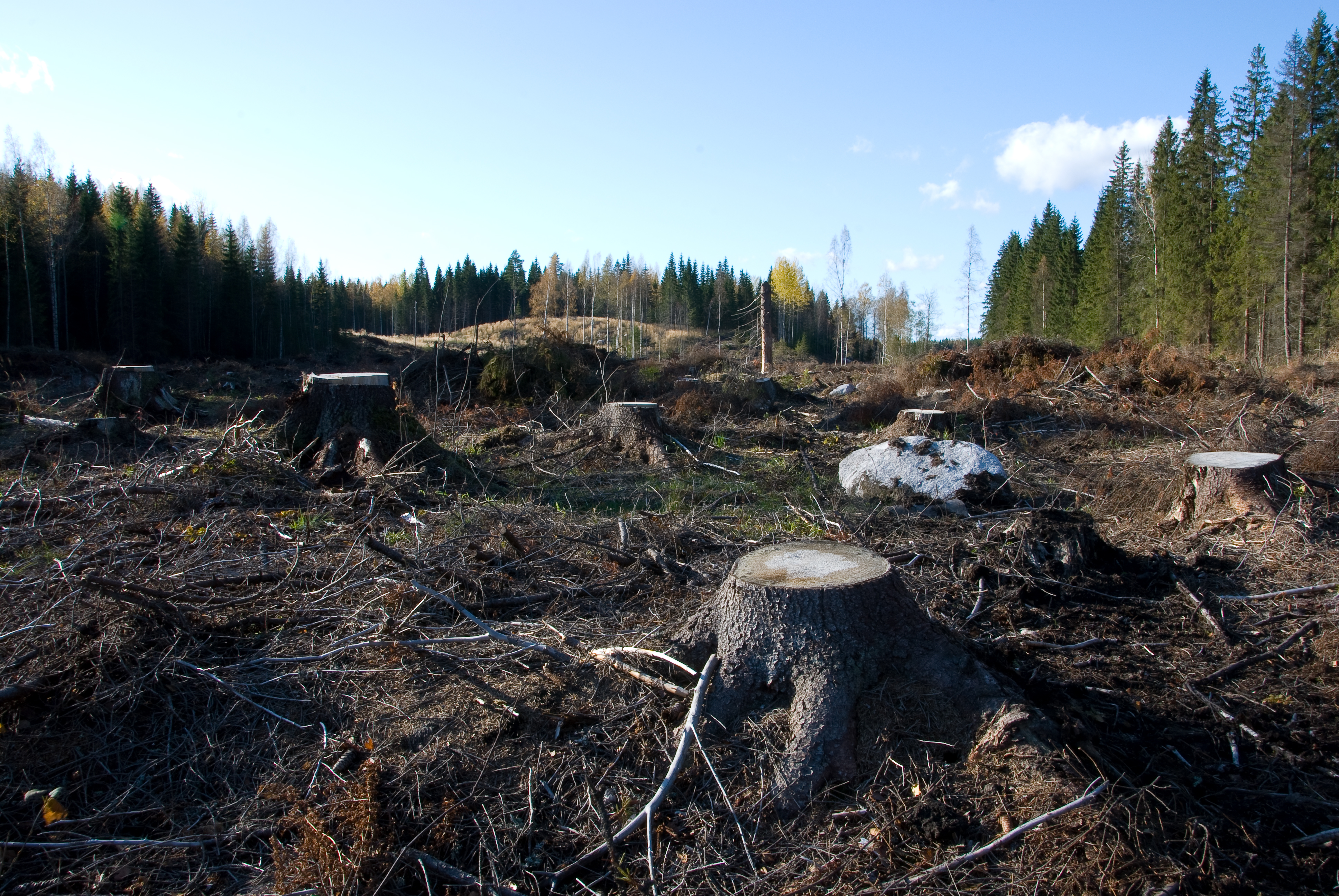
إزالة الأشجار في جنوب فنلندا

شركات قطع الأشجار واتحاد عمال الغابات تدعم هذا الأمر لأسباب اقتصادية وأخرى يدّعون أنها متعلقة بسلامة العمّال، كما تدعي أيضاً أن إزالة الأشجار لها فوائد بيئية وأنه يعين على ازدهار بعض أجناس الكائنات الحية التي تتطلب حياتها قدرا أكبر من ضوء الشمس، وأنه يتيح نمو الأشجار بتقليل المنافسة وأتاحة فرصة متساوية للبدء. بينما يرى آخرون أن هذه الممارسة تدمّر لموائل الكائنات الحية وأنها من العوامل المسببة للاحترار العالمي.

## الأنواع
توجد تنويعات في ممارسة إزالة الأشجار، وأكثر الممارسات المهنية شيوعا هي:
- الإزالة الموحدة - الإزالة لجميع الجذوع والسيقان (سواء كان تجاريا أم لا) لكي لا يبقى أي ظلة.
- الإزالة في رقع - إزالة جميع الجذوع والسيقان في حدود منطقة معينة
- الإزالة في صفوف - إزالة جميع الجذوع والسيقان في صفوف، عادة ما تكون عمودية على اتجاه الريح لتقليل أثر الرياح في تعرية التربة.
- الإزالة مع حفظ مخزونات - إزالة جميع الجذوع والسيقان وحفظ القليل منها لأستخدامات أخرى (على سبيل المثال كعقبات لموائل الحياة البرية).

تختلف إزالة الأشجار عن القطع الانتقائي، الذي تقطع فيه وحسب الأشجار ذات القيمة الاقتصادية الكبيرة، وهي ممارسة يمكن أن تؤدي إلى الجودة الجينية للغابة بمرور الوقت، مما يؤدي إلى سلالة ضعيفة من الأشجار. كما لا تكون إزالة الأشجار من جذورها لكي تسمح لها بالتجدد عن طريق الشتلات. علاوة عمّا سبق فإن عددا من الممارسات الخاطئة في إدارة الغابات بُشار إليها باسم "إزالة الأشجار"، منها القطع والحرق للغابات الاستوائية وشبه الاستوائية لأغراض زراعية. وهو الأكثر انتشارا في الغابات الاستوائية وشبه الاستوائية في المناطق المكتظة بالسكان في البلدان النامية والأقل نموا. القطع والحرق ينطوي على إزالة جميع الاغصان في منطقة معينة، وهذا شكل من أشكال إزالة الغابات، بسبب تحويل الأراضي إلى استخدامات أخرى. وتوجد ممارسة أخرى مثيرة للجدل وهي الإزالة الكاملة للغابات القديمة المعتدلة والشمالية والتي لا يمكن تعويضها.

## وجهات النظر الإيجابية

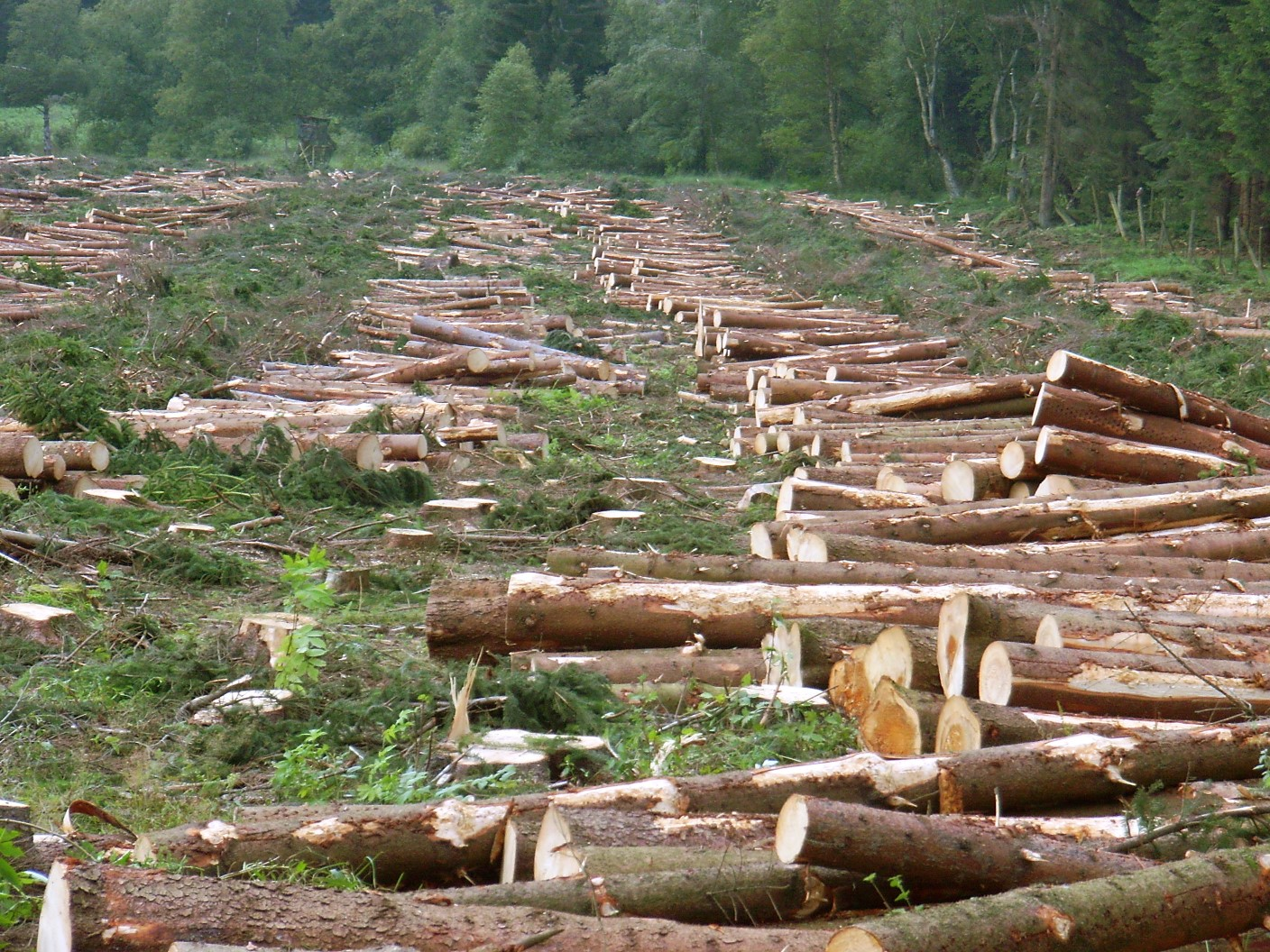
القضاء على شجرة التنوب على حافة محمية طبيعية

ممارسة إزالة الأشجار المحدودة تحفز ظهور أنواع الأشجار التي تتطلب قدرا أكبر من الضوء. عموما، منطقة الحصاد الأعرض من ضعف ارتفاع الأشجار المجاورة لن تكون خاضعة لتأثير الغابة المُعدِّلش للمناخ المحلي. عرض منطقة الحصاد هي ما يحدد الأنواع التي ستسود مستقبلا. فقد تترسخ الأنواع الحَمُولة للتغيرات المتطرفة في درجات الحرارة ورطوبة التربة، وتلك المتآلفة مع الرعي.
يستخدم الحرّاجون إزالة الأشجار أحيانا لمحاكاة الاضطراب وزيادة أعداد أنواع بعينها من الفصائل كشجر الحور والصفصاف، والكرز الأسود (في أمريكا الشمالية). كما ان لإزالة الأشجار أصر في خلق موئل لأحياء حيوانية بعينها ومراعي، التي لم تكن لتنشأ لولا الاضطرابات الطبيعية مثل حرائق الغابات والرياح العاتية والانهيارات الثلجية.
في المناطق ذات المناخ المعتدل والشمالية، يمكن أن تؤثر إزالة الأشجار على عمق الثلوج فتزيده عما في مناطق الغابات، بسبب قلة الاعتراض والنتح التبخري، وهذه بدورها تقلل الصقيع في التربة الذي يعمل مع شعاع الشمس المباشر الحار على تسريع ذوبان الثلج في فصل الربيع.

## التأثيرات السلبية

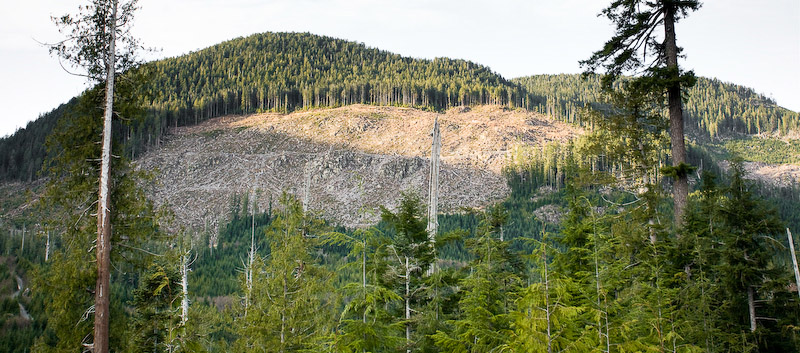
إزالة الأشجار بالقرب من ميناء رينفرو، كولومبيا البريطانية

يمكن أن تكون لإزالة الأشجار آثار سلبية بالغة، تشمل تآكل التربة ونمو أنواع سيئة من الأشجار لاحقا، ووزيادة خطر انتشار الآفات، وزيادة حرائق الغابات، وفقدان التنوع الأحيائي، وفقدان الاستدامة الاقتصادية، وزيادة عدم الاستقرار البيئي، وإطلاق الكربون الذي يساهم في ظاهرة الاحتباس الحراري وهلم جرًا. من المؤسف أن حكومات العالم أحيانا تهمش من مخاوف المجتمع المدني والجماعات البيئية والأكاديميين، وذلك بسبب اعتماديتها على صناعة قطع الاشجار.
كما يُعَّد قطع الأشجار من أكبر المشاكل في علم بيئة التربة بسبب زيادة تركيز المعادن في طبقة الدبال خلال زيادة اشعة الحرارة المفاجئة بشكل اسرع من امتصاصها بواسطة النباتات، وهذا يؤدي إلى ترشيح المواد الغذائية كالنيتروجين على شكل نترات، وتسرب مركبات النيتروجين إلى المياه الجوفية، وبإمكانها ان تسبب مشاكل في مياه الشرب.